# Адольф Шерф
Адольф Шерф (нім. Adolf Schärf, 20 квітня 1890, Нікольсбург, Моравія, Австро-Угорщина — 28 лютого 1965, Відень, Австрія) — австрійський політик, федеральний президент Австрійської республіки (1957–1965).

## Біографія
Народився у місті Нікольсбург (нині Мікулов, Чехія) на території Моравії. Здобувши юридичну освіту, займав до приєднання Австрії до Німеччини пост секретаря президента Національних зборів. Член Соціал-демократичної партії Австрії.
У 1933-1934 член австрійського Бундесрату (федеральної ради).
У 1934, а також у 1938 й 1944 перебував під арештом з політичних мотивів. Після війни стає головою Соціалістичної партії Австрії.
У 1955 брав участь у радянсько-австрійських перемовинах із нейтралізації Австрії.
З 1957 й до смерті був Федеральним президентом Австрії.

## Почесні звання
15 квітня 1955 присвоєно звання «Почесний громадянин Відня».